# Batalla del Pasto
La batalla del Pasto fue un hecho de armas entre las tropas del ejército de México y los rebeldes texanos del estado mexicano de Coahuila y Texas durante la Independencia de Texas en el marco del sitio de Béjar.

## Antecedentes
El general Stephen F. Austin con una fuerza de unos 400 rebeldes, asediaron el pueblo mexicano de San Antonio de Béjar, así como la antigua misión española llamada El Álamo que se encontraba cerca. La ciudad, ya sitiada, se encontraba al mando del general Martín Perfecto de Cos, comandante mexicano de la plaza y que tenía a su mando aproximadamente 1000 hombres.

## Batalla
El 26 de noviembre de 1835, Erastus "Deaf" Smith observó un tren con cerca de 148 soldados mexicanos a 8 kilómetros de San Antonio. Los rebeldes texanos, creyendo que el tren llevaba suministros a Cos, se decidieron a atacar a las fuerzas mexicanas. El general Edward Burleson envió a James Bowie y James Fannin con una cuarentena de caballería para entablar el combate por el tren. Además, Burleson decidió no correr riesgos y ordenó a William Jack que cerrara su paso con 100 soldados de infantería. 
Bowie y sus soldados se vieron atrapados por una columna de soldados mexicanos a una 2 kilómetros de San Antonio, por lo que no pudieron avanzar. Existieron pues, muchos rumores que se extendieron entre las texanos de que el paquete del tren estaba cargado con lingotes de plata y que la columna de soldados mexicanos que se encontró con Bowie estaba impidiendo su ataque. Los texanos se apresuraron a ganar el necesario botín atacaron el tren en el seco arroyo de Alazan antes de que Cos enviara refuerzos. Bowie encabezó una acusación contra el paquete de tren. Los mexicanos dispararon e intentaron descargar sus cañones.

## Consecuencias
Una vez que el Ejército Mexicano había huido, los rebeldes procedieron a recoger los caballos y examinar su botín. Para su sorpresa, los sacos estaban llenos de césped recién cortado para alimentar a los caballos en el interior de El Álamo y San Antonio. No se encontró la plata. Los rebeldes, que creían estar apoderándose de una fortuna, quedaron profundamente insatisfechos. Los rebeldes texanos tuvieron 17 hombres muertos, 14 heridos y un desaparecido, mientras que las pérdidas mexicanas fueron de alrededor de 26 muertos.
- Datos: Q2723005